# Chufu-nacht
Chufu-nacht, auch Chufunacht, ist der Name eines altägyptischen Beamten in der 4. Dynastie während des Alten Reiches. Er war Sohn des Prinzen Wepemneferet und der Prinzessin Neferetiabet und somit Enkel von König (Pharao) Cheops. Chufu-nacht wurde in der Mastaba G 1205 im Zentralfriedhof der Pyramidennekropole von Gizeh bestattet.